# Bhutanitis lidderdalii
Bhutanitis lidderdalii ist ein in Asien vorkommender Schmetterling (Tagfalter) aus der Familie der Ritterfalter (Papilionidae). Die Art wurde nach Robert Lidderdale, der als Arzt in der Bengalischen Armee diente benannt. Aus dessen Schmetterlingssammlung stammte der erstmals beschriebene Falter.

## Beschreibung

### Falter
Die Falter erreichen eine Flügelspannweite von 115 bis zu 124 Millimetern. Beide Geschlechter sind identisch gefärbt. Die Vorderflügel sind gestreckt und von schwarzer Grundfarbe. Über die Vorderflügeloberseite verlaufen acht dünne weiße bis gelbe Querlinien. Der Apex ist stark gerundet. Die Hinterflügel sind ebenfalls schwarz gefärbt, von feinen hellen Linien durchzogen und zeigen am Analwinkel einen gelben Bereich, der durch zwei bis drei blaue Augenflecke begrenzt wird. Vom Innenrand bis zur Zelle erstreckt sich eine kräftig rot gefärbte Binde. Die Zeichnung der Flügeloberseiten scheint leicht verblasst auf die Flügelunterseiten durch. Von jedem Hinterflügel gehen drei bis vier unterschiedlich lange spitze Schwänzchen ab.

### Ähnliche Arten
Bhutanitis ludlowi unterscheidet sich durch etwas breitere Flügel und ist insgesamt farblich blasser gefärbt. Bei Bhutanitis thaidina ist der gelbe Bereich am Analwinkel nur schwach ausgebildet und die Schwänzchen sind am Ende gerundet.

## Verbreitung, Unterarten und Lebensraum

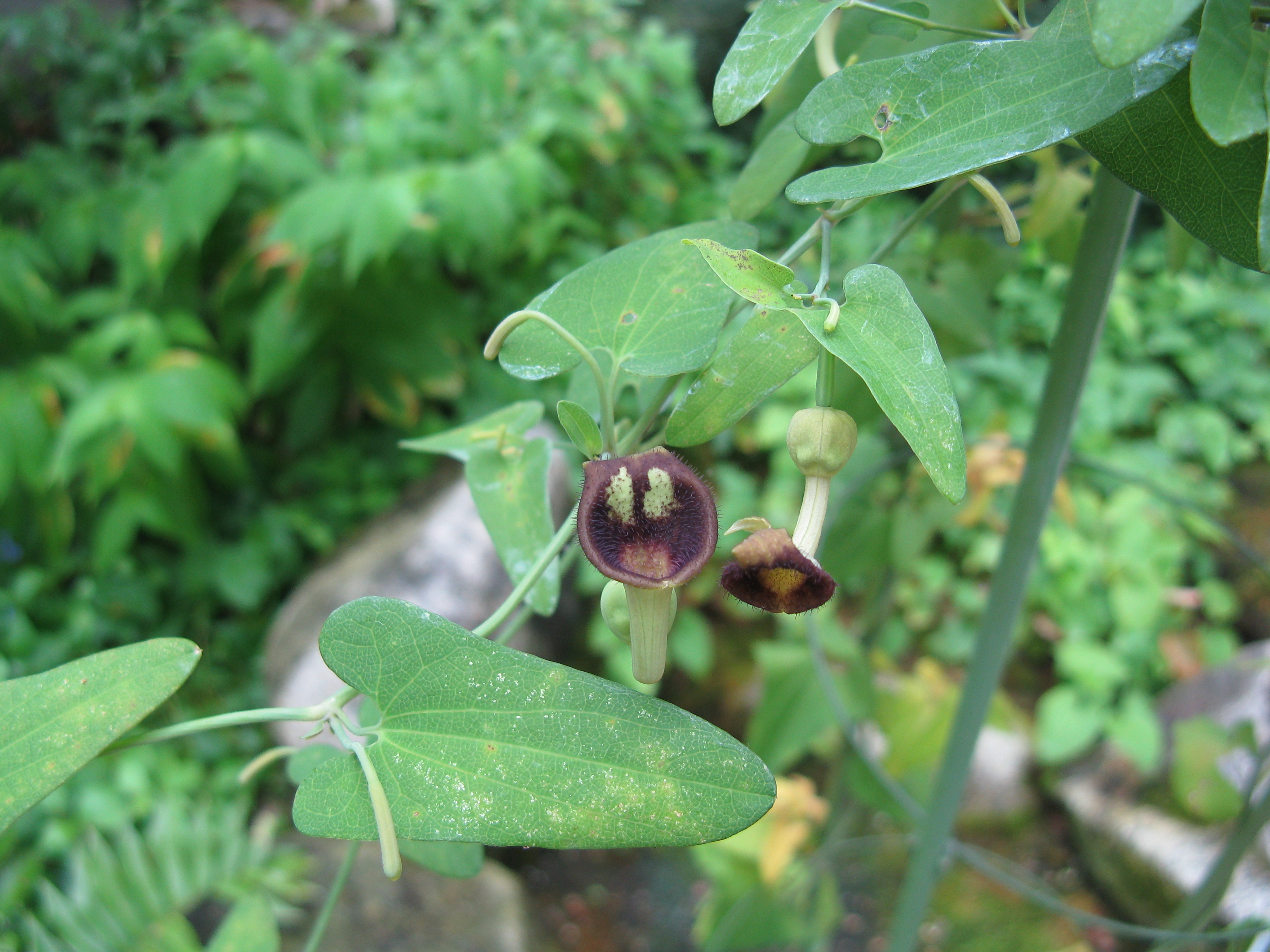
Aristolochia debilis, eine Nahrungspflanze der Raupen

Die Nominatform Bhutanitis lidderdalii lidderdalii kommt in Indien und Bhutan am Fuße des Himalaya vor. Im Südosten Chinas ist die Art durch die Unterart Bhutanitis lidderdalii spinosa vertreten. In Thailand wird die Unterart Bhutanitis lidderdalii ocellatomaculata geführt. Im Jahr 1982 vernichtete ein großer Waldbrand ein großes Gebiet in Chiang Mai einschließlich der Raupenfutterpflanzen und zerstörte damit den Lebensraum von Bhutanitis lidderdalii ocellatomaculata in Thailand, die dadurch in die Liste der neuzeitlich ausgestorbenen Insekten aufgenommen wurde.
Bhutanitis lidderdalii besiedelt in erster Linie bergige Gebiete in Höhenlagen zwischen 1500 und 2500 Metern.

## Lebensweise
Die Falter fliegen schwerpunktmäßig in den Monaten August bis Oktober. Sie besuchen zur Nektaraufnahme gerne verschiedene Blüten. Die Raupen ernähren sich von den zu den Pfeifenblumen (Aristolochia) zählenden Pflanzenarten Aristolochia griffithii, Aristolochia kaempferii, Aristolochia mandshuriensis, Aristolochia shimadai oder Aristolochia debilis.

## Gefährdung
Aufgrund der farblichen Attraktivität der Falter wurden viele Exemplare von Sammlern und Händlern aus der Natur entnommen. Seit 1972 ist die Art in Indien unter Schedule II of the Wildlife (Protection) Act geschützt. Wegen nicht ausreichender Daten wird die Art noch nicht in der Roten Liste gefährdeter Arten der Weltnaturschutzorganisation IUCN geführt. Der internationale Handel mit Bhutanitis lidderdalii ist gemäß den Regeln des Washingtoner Artenschutzübereinkommens eingeschränkt.